# Magicicada septendecim

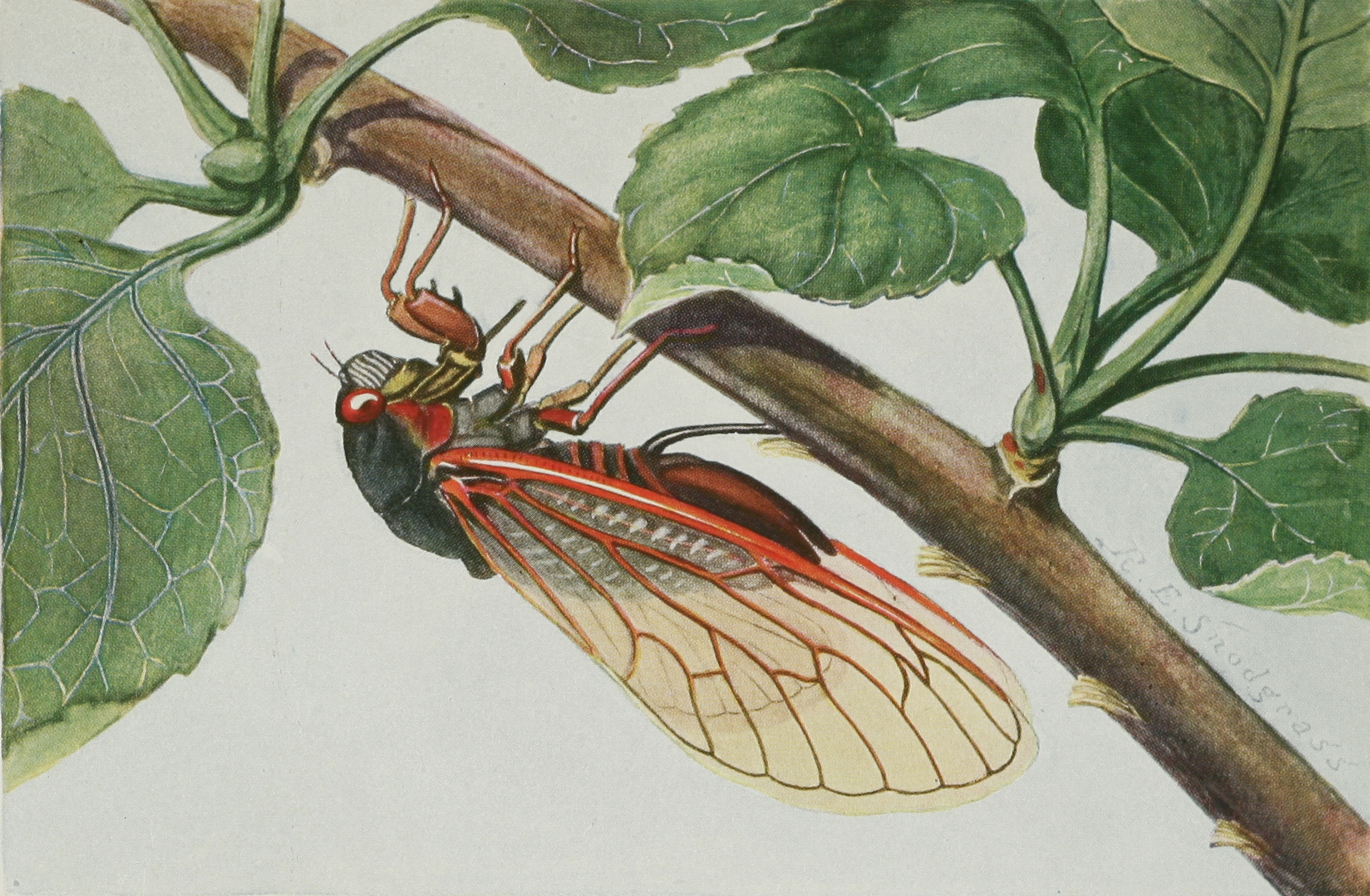
Magicicada septendecim

Magicicada septendecim (лат.) — вид периодических цикад с 17-летним жизненным циклом, распространенный в восточной части Северной Америки. Относится к группе decim, включающей также виды с 13-летним циклом — Magicicada tredecim и недавно открытый Magicicada neotredecim. По своему циклу сходен с видами Magicicada cassini и Magicicada septendecula, имеющими также 17-летний период развития.
Вид был описан Карлом Линнеем в 1758 году на основании экземпляров, присланных ему шведским ботаником П. Кальмом. Это крупнейший и самый северный из трёх видов 17-летних цикад.
Глаза и жилки крыльев красноватые, верхняя часть груди чёрная; на брюшке широкие оранжевые полосы
Встречаются в Канаде и США..